# US-Iranischer Freundschaftsvertrag
Der US-Iranische Freundschaftsvertrag ist ein völkerrechtlicher Vertrag, der am 15. August 1955 von Vertretern der US-amerikanischen und iranischen Regierung in Teheran unterzeichnet wurde. Der Vertrag sollte die Grundlagen der Beziehungen zwischen den USA und dem Iran regeln. Im Mittelpunkt des Vertrages stehen die wirtschaftlichen Beziehungen sowie die Errichtung von Konsulaten im Iran.

## Inhalt
Der Vertrag ist in 23 Artikel gegliedert. Er ersetzt die im Jahr 1928 geschlossenen provisorischen Verträge über die wirtschaftlichen und anderen Beziehungen sowie über den persönlichen Status und die Anwendung des iranischen Familiengesetzes. In dem Vertrag verpflichten sich die USA und der Iran zu dauerhaftem Frieden und ehrlichen freundschaftlichen Beziehungen. 
In den folgenden Artikeln werden vor allem die rechtlichen Grundlagen der wirtschaftlichen Beziehungen zwischen den beiden Ländern sowie die Regelungen für das konsularische Personal konkretisiert. Von besonderer Bedeutung ist der Artikel XXI, in dem festgelegt wird, dass bei Unterschieden in der Auslegung des Vertrages die Vertragsparteien den Internationalen Gerichtshof in Den Haag anrufen können.

## Geschichte
Gestützt auf den Freundschaftsvertrag erhob der Iran im Juli 2018 Klage gegen die USA beim Internationalen Gerichtshof (IGH, Fall 175/2018). Die iranische Regierung beantragte den Erlass einer einstweiligen Anordnung gegen die Kündigung des Atomabkommens von 2015 und gegen die erneute Verhängung von Wirtschaftssanktionen durch die Regierung Trump. Bei der mündlichen Verhandlung im August 2018 vertrat der Iran die Ansicht, die Vereinigten Staaten hätten damit das Völkerrecht verletzt. Am 3. Oktober 2018 erließ der IGH die begehrte einstweilige Anordnung gegen die USA, solange das Verfahren in der Hauptsache anhängig ist.